# Bransbury
Bransbury – osada w Anglii, w hrabstwie Hampshire, w dystrykcie Test Valley. Leży 14 km na północ od miasta Winchester i 94 km na południowy zachód od Londynu.